# Bonifacio Veronese
Pour les articles homonymes, voir Veronese et Veneziano.
Bonifacio de' Pitati appelé  Bonifacio Veronese ou  Bonifacio Veneziano, né à Vérone en 1487 et mort à Venise le 19 octobre 1553, est un peintre italien actif au XVIe siècle à Venise.

## Biographie
Il arrive de Vérone et est surnommé Bonifacio Veronese. À Venise, il est bien vite à la tête d'un atelier très actif et bien organisé, et en l'absence de faits et de dates précis, il est difficile de distinguer sa main de celle de ses collaborateurs.
Ses œuvres avant 1528 reflètent l'influence du style contemporain de Venise, ainsi que des anciens maîtres tels que Bellini et Giorgione. Il a été l'élève de Palma le Vieux, dont l'influence est visible dans une grande série de tableaux de dévotion privée dont la composition se déroule en plein air, comme la Vierge à l'Enfant et les saints, aujourd'hui à la Ca' Rezzonico.
Ses peintures commencent à s'écarter du style traditionnel après 1528, employant plus de dynamisme et d'intérêt narratif. En 1529, il est chargé d'exécuter des peintures murales pour le Palazzo dei Camerlenghi à Venise, composées principalement de traditionnelles scènes bibliques. Dans le même temps, il commence à expérimenter le maniérisme, mais continue d'exécuter des tableaux de dévotion traditionnelle pour des patrons locaux.
Son atelier, en concurrence avec celui de Titien, n'a jamais atteint le même niveau de célébrité. Il eut tout de même plusieurs élèves ou assistants prestigieux, dont Le Tintoret, Jacopo Bassano et Andrea Schiavone.

## Œuvres
- Portrait d'un jeune homme (v. 1510), huile sur toile, 48 × 38 cm, musée de l'Ermitage, Saint-Petersbourg
- Conversation sacrée (v. 1515), huile sur panneau, 107 × 145 cm, palais Pitti, Florence[4]
- Repos pendant la Fuite en Egypte (après 1520), huile sur toile, 111 × 171 cm, Musée national d'Australie-Méridionale, Adélaïde[5]
- L’Adoration des bergers (v. 1523), huile sur panneau, 118 × 168 cm, musée du Prado, Madrid
- Vierge à l'Enfant avec les saints Catherine, Jean le baptiste, Dorothée et Antoine abbé (1523-1525), huile sur toile, 80 × 135 cm, musée de l'Ermitage, Saint-Petersbourg[6]
- L’Adoration des bergers (1523-1525), huile sur panneau, 76 × 119 cm, musée de l'Ermitage, Saint-Petersbourg
- La Sainte Famille avec les saints François, Antoine, Madeleine, Jean le baptiste et Elisabeth ou Sainte Conversation (v. 1525), huile sur panneau, 155 × 202 cm, Musée du Louvre, Paris[7]
- Le Christ bénissant entre sainte Justine et saint Marc, 1525-1530, huile sur toile, 117 x 105 cm, musée des Beaux-Arts d’Orléans[8].
- Vierge à l'Enfant et les saints Catherine, Pierre, Jean-Baptiste et Jérôme (1525-1530), bois, 86 × 139 cm, Collection Mestrovich, galerie d'art de Ca' Rezzonico, Venise[9]
- Le Rédempteur et les Apôtres (1528), Académie des Beaux-Arts de Venise[10]

Les tableaux de dévotion privée avant 1528
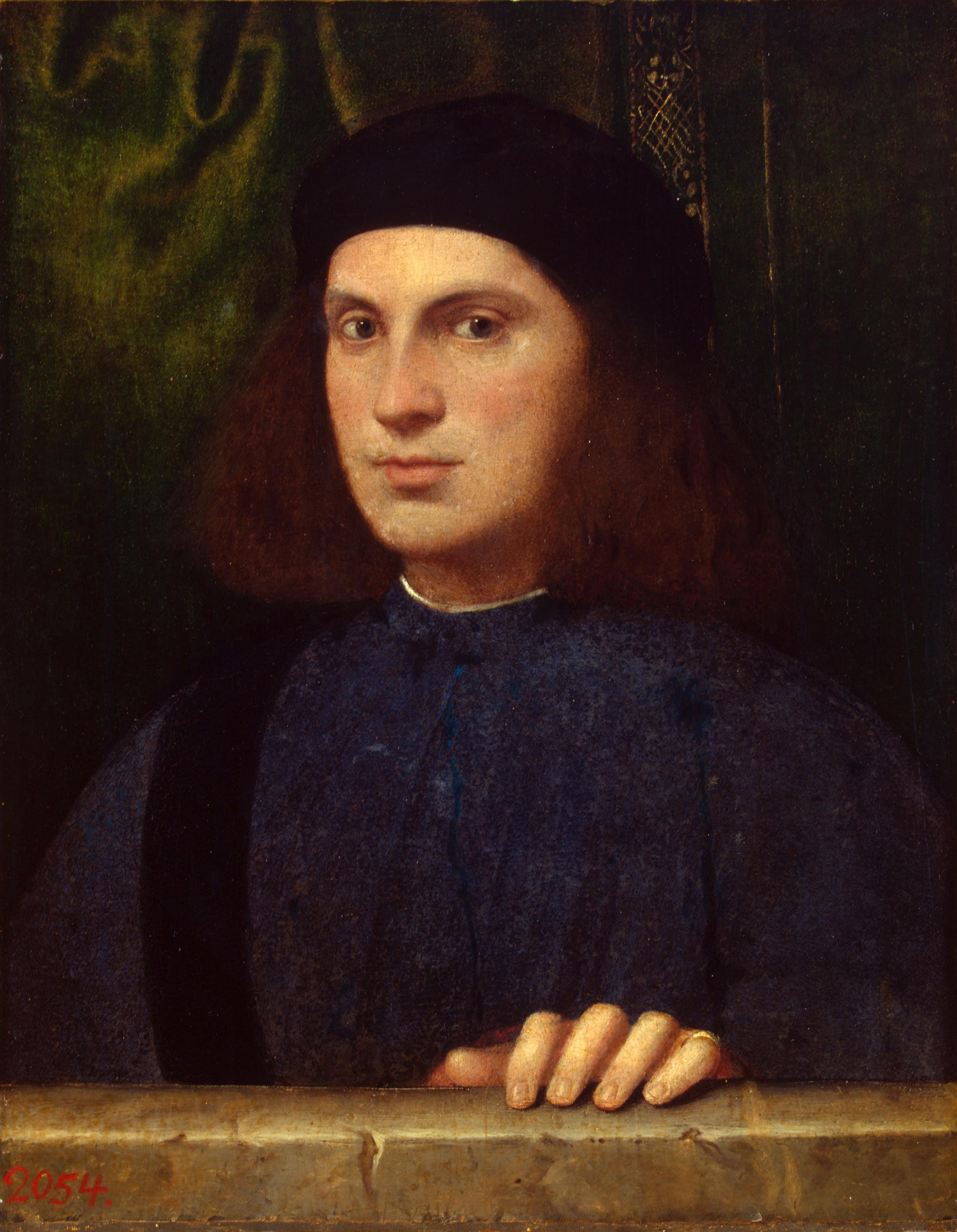
Jeune homme, v. 1510 Musée de l'Ermitage
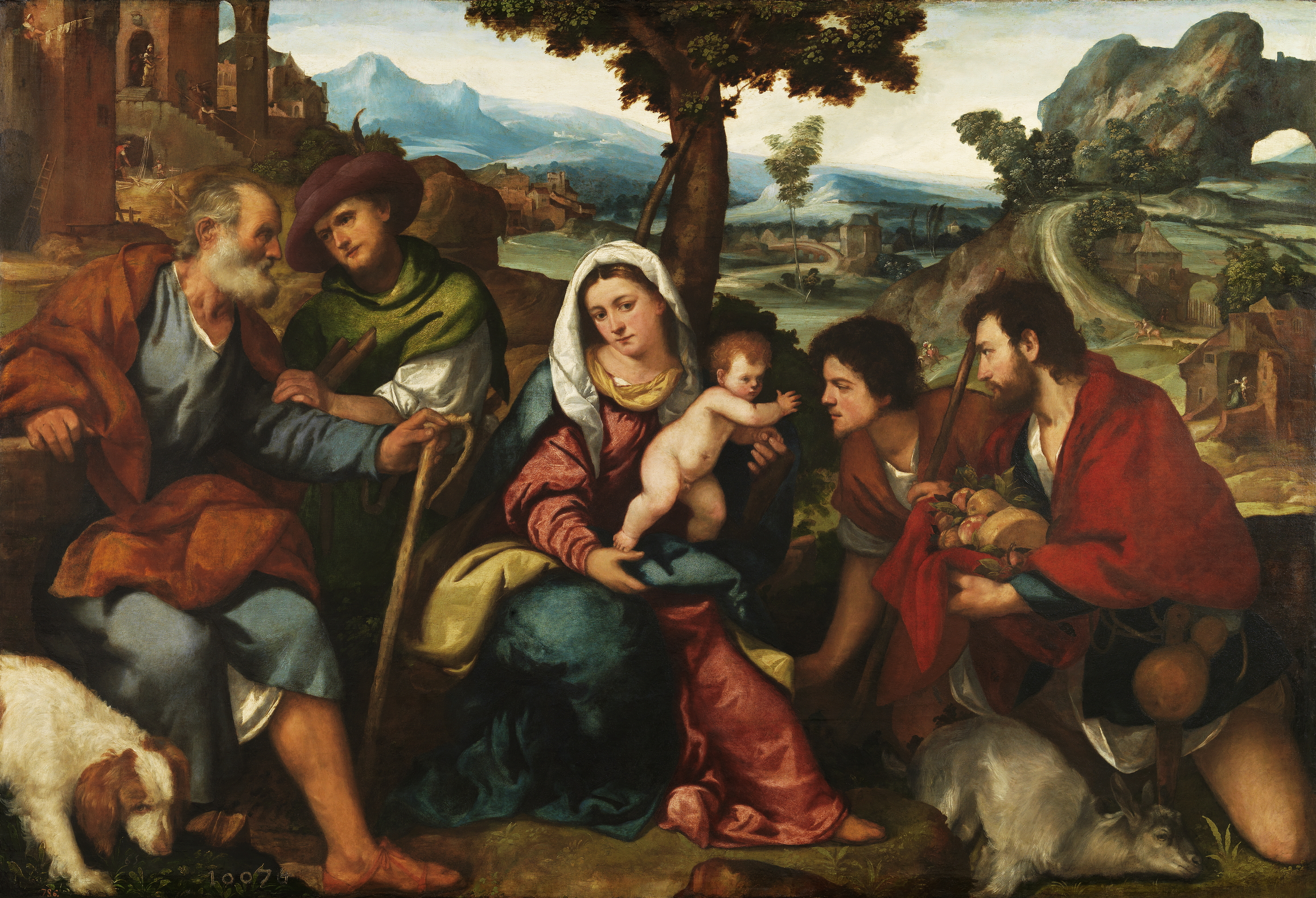
Adoration des bergers, v. 1523 Musée du Prado
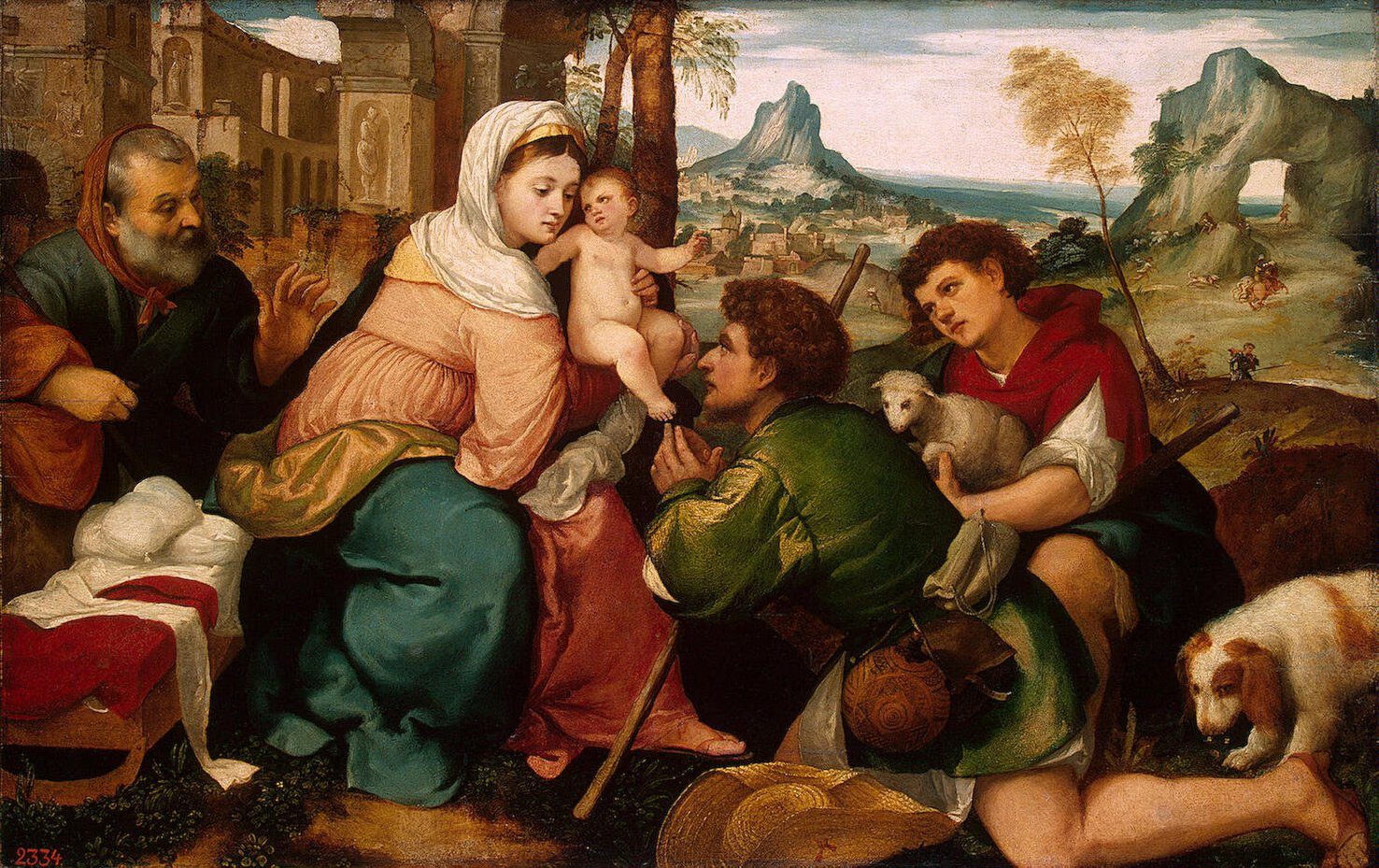
Adoration des bergers, v. 1523 Musée de l'Ermitage
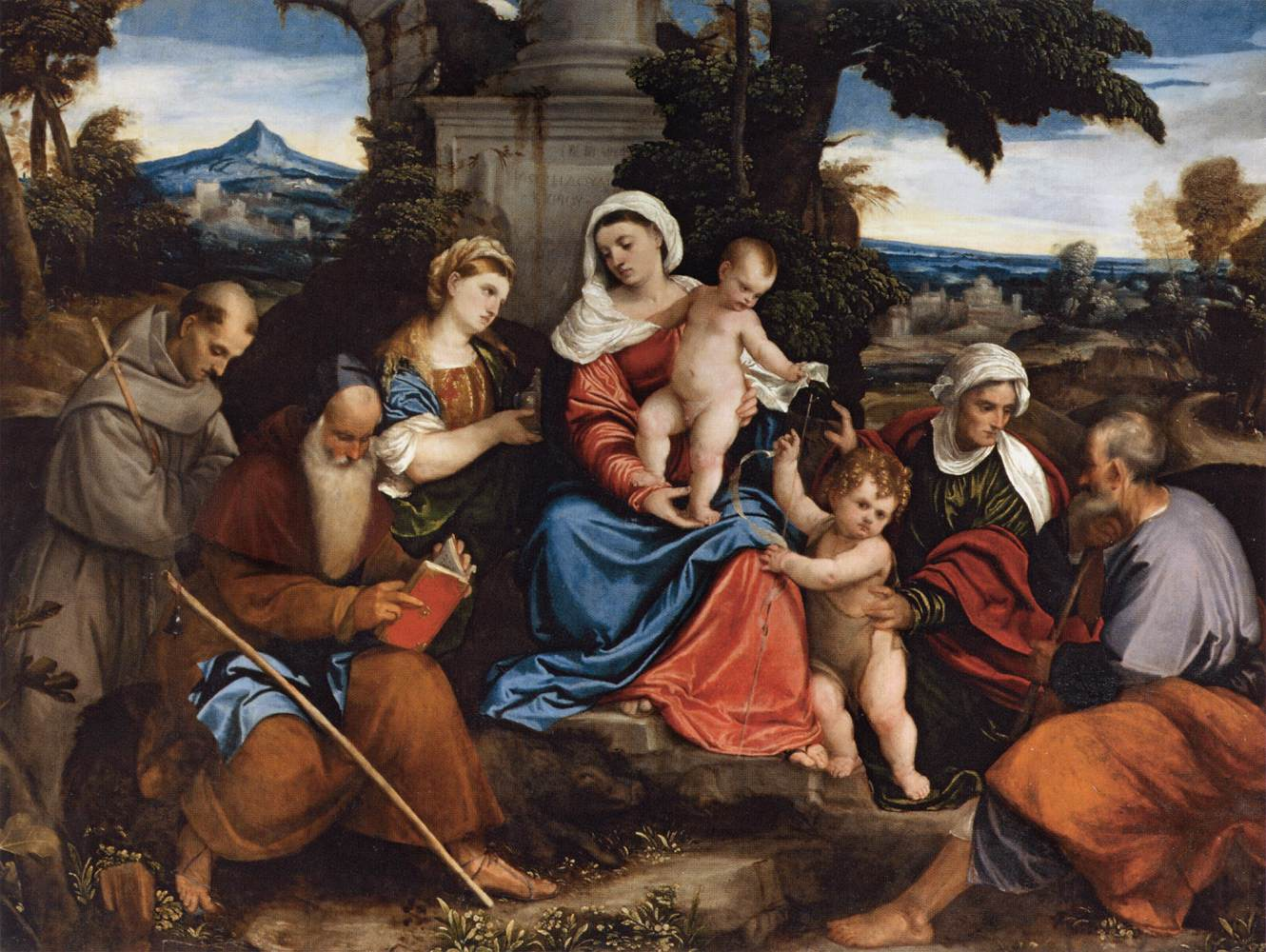
Sainte Conversation, v. 1525 Musée du Louvre
Le Rédempteur et les Apôtres (1528), Académie des Beaux-Arts de Venise

- Saint Michel terrassant Lucifer (1530), Basilique de San Zanipolo, Venise.
- Saint Marc donne son étendard à Venise (1531-32), Académie des Beaux-Arts de Venise[11]
- Le Massacre des innocents (1530) Académie des Beaux-Arts de Venise
- La Parabole du mauvais riche (1533), Académie des Beaux-Arts de Venise
- La Madone des tailleurs (1533), huile sur toile, 132 × 152 cm, Académie des Beaux-Arts de Venise[12]
- Le Jugement de Salomon -(1533), Académie des Beaux-Arts de Venise [13]
- Marie avec les trois vertus théologales (v.1534), huile sur toile, 174 × 217 cm, collection Lord Methuen, Corsham Court, Bath (Wiltshire)[14]
- Sainte Famille avec sainte Élisabeth, saint Jean-Baptiste enfant et deux bergers (vers 1535), Musée d'art du comté de Los Angeles
- L'adoration des mages vers 1537 - Académie des Beaux-Arts de Venise
- Jésus-Christ et la Femme adultère (1540)
- Dieu le père au-dessus de la place Saint-Marc (v. 1540), huile sur toile, 191 × 135 cm, Gallerie dell'Accademia de Venise[15]
- Parabole du mauvais riche et du pauvre Lazare, v. 1540, toile, 205 × 437 cm, Gallerie dell'Accademia de Venise[16]
- Jésus chez les docteurs (1544-1545), huile sur toile, 198 × 176 cm, palais Pitti, Florence[17]
- Le Mariage mystique de sainte Catherine (1545), collection privée
- Loth et ses Filles (v. 1545), huile sur toile, 122 × 168 cm, Chrysler Museum of Art[18]

Œuvres après 1530
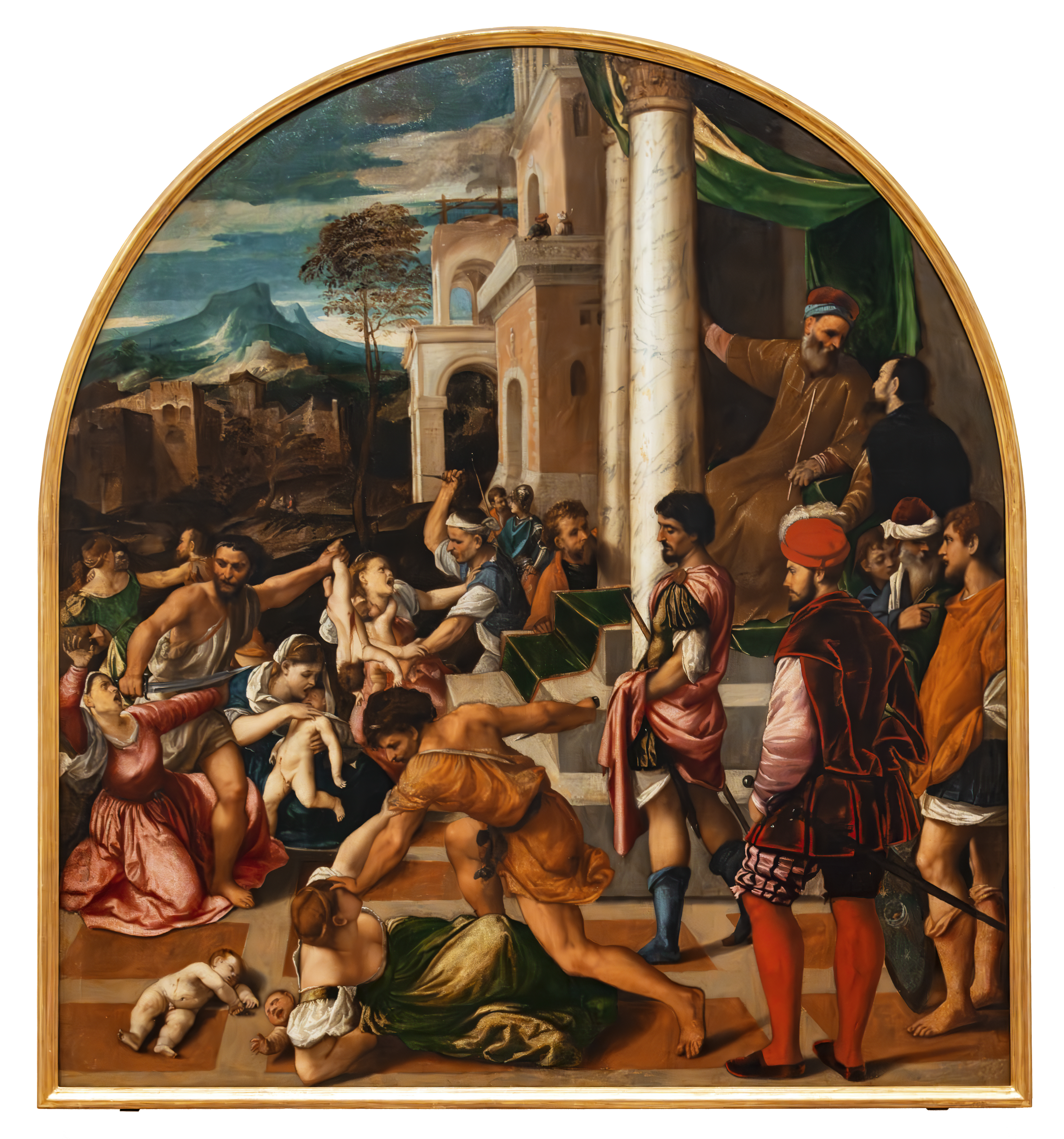
Le Massacre des innocents  après 1530 Accademia, Venise
Saint Marc donne son étendard à Venise,(1531-32),  Académie des Beaux-Arts de Venise
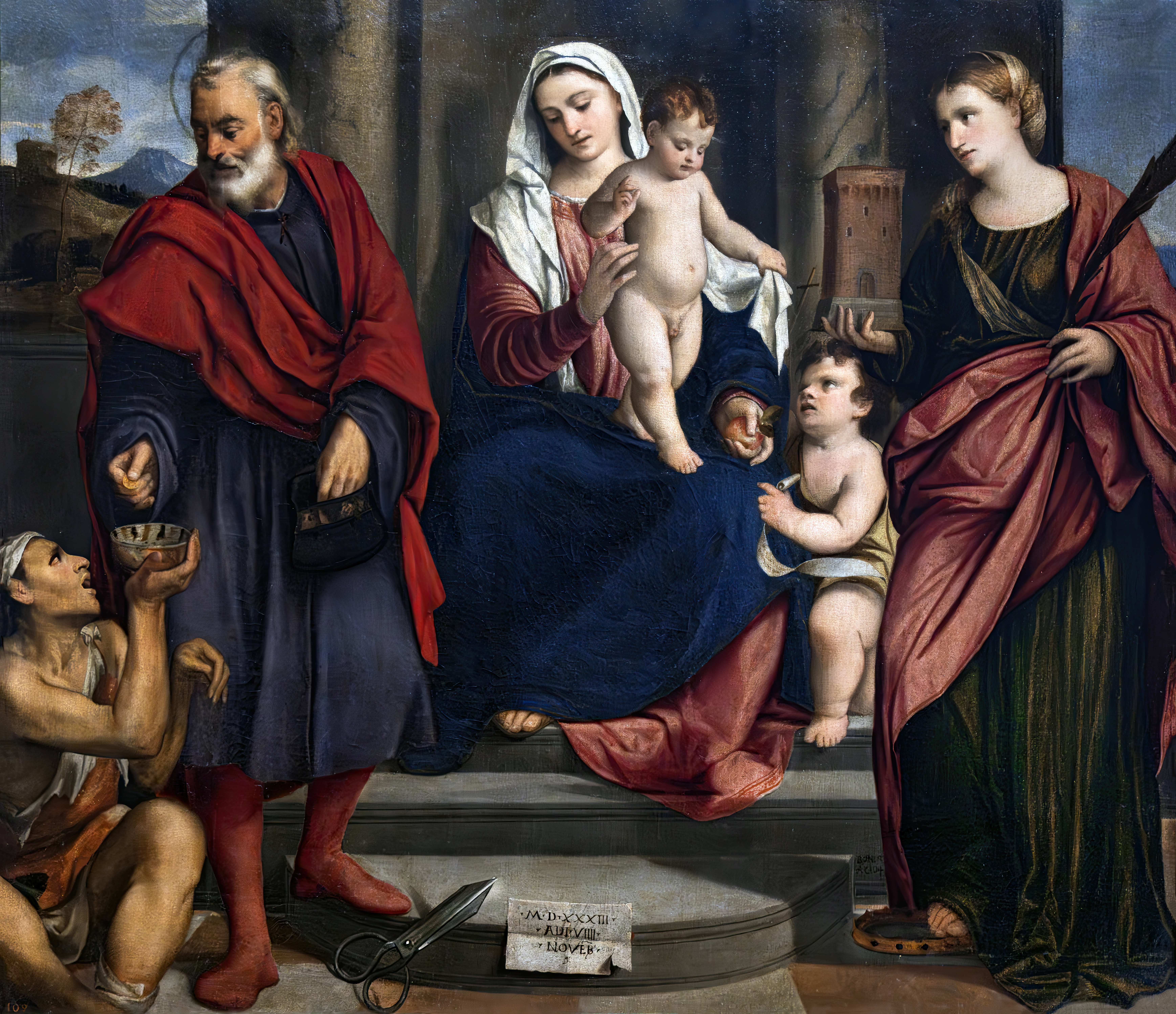
Madone des tailleurs, 1533 Accademia, Venise
Le Jugement de Salomon, 1533 Accademia, Venise
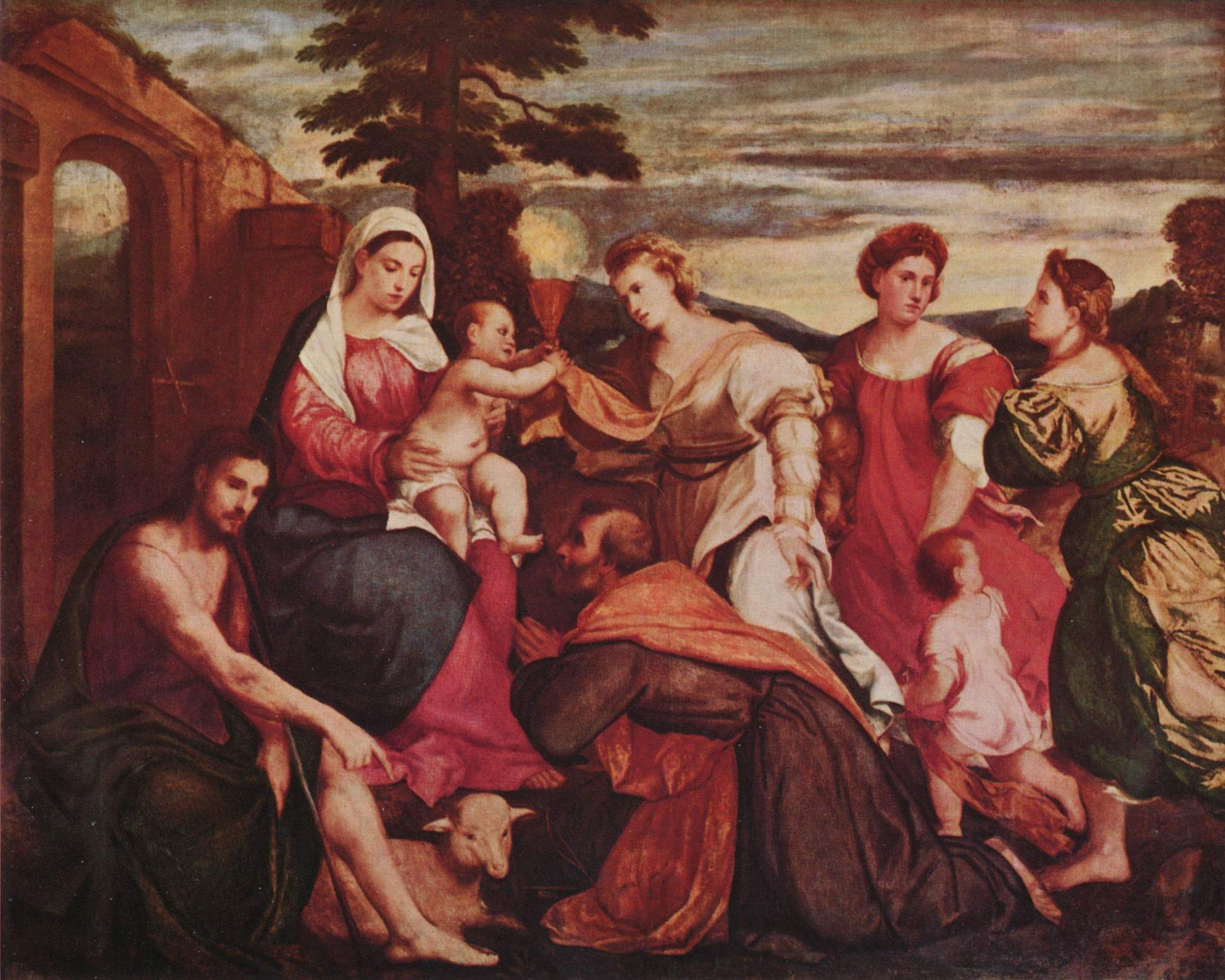
Les Vertus théologales, v. 1534 Collection Melthuen, Wiltshire
L'Adoration des mages vers 1537 - Académie des Beaux-Arts de Venise[20]
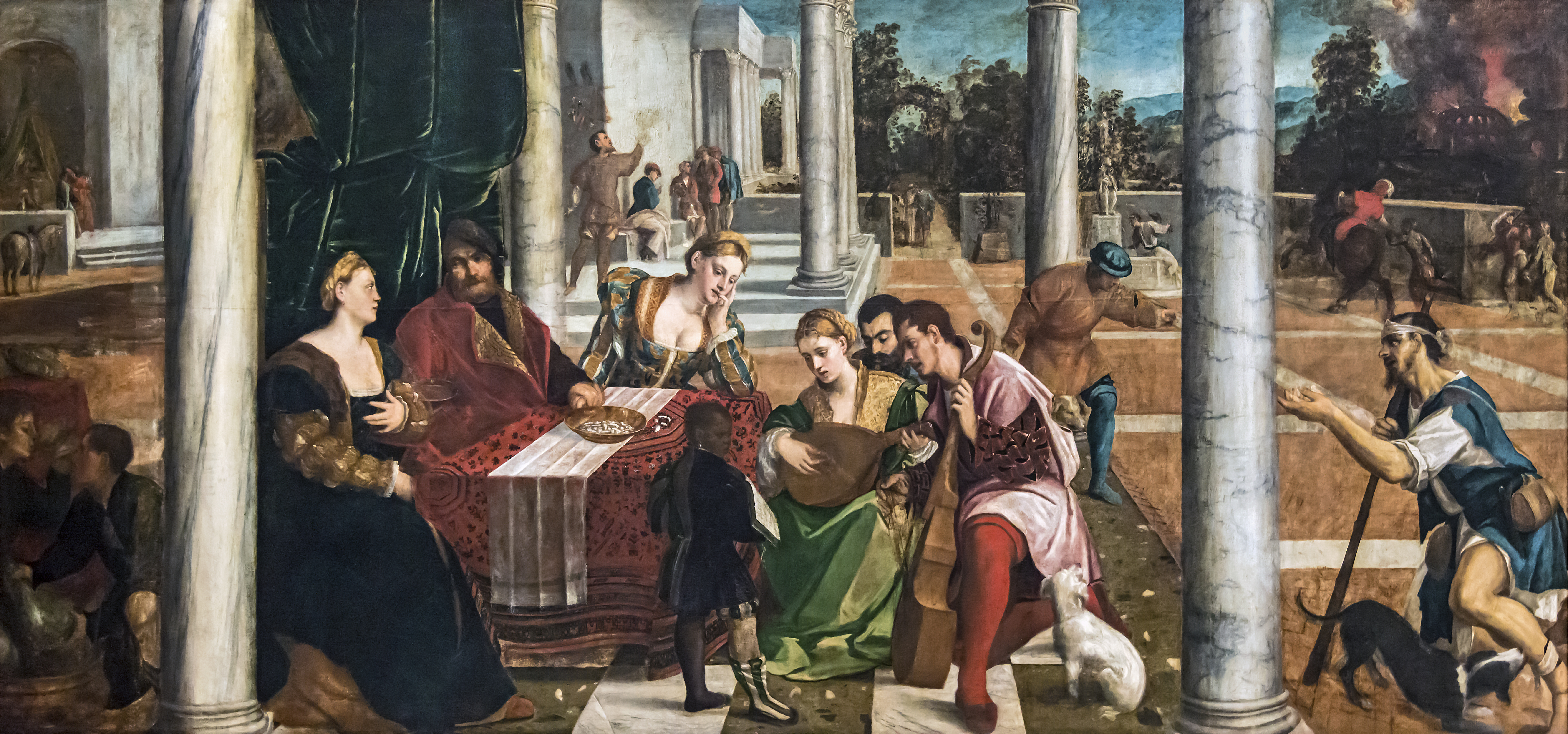
Parabole du mauvais riche et du pauvre Lazare, v. 1540, toile, 205 × 437 cm, Gallerie dell'Accademia de Venise
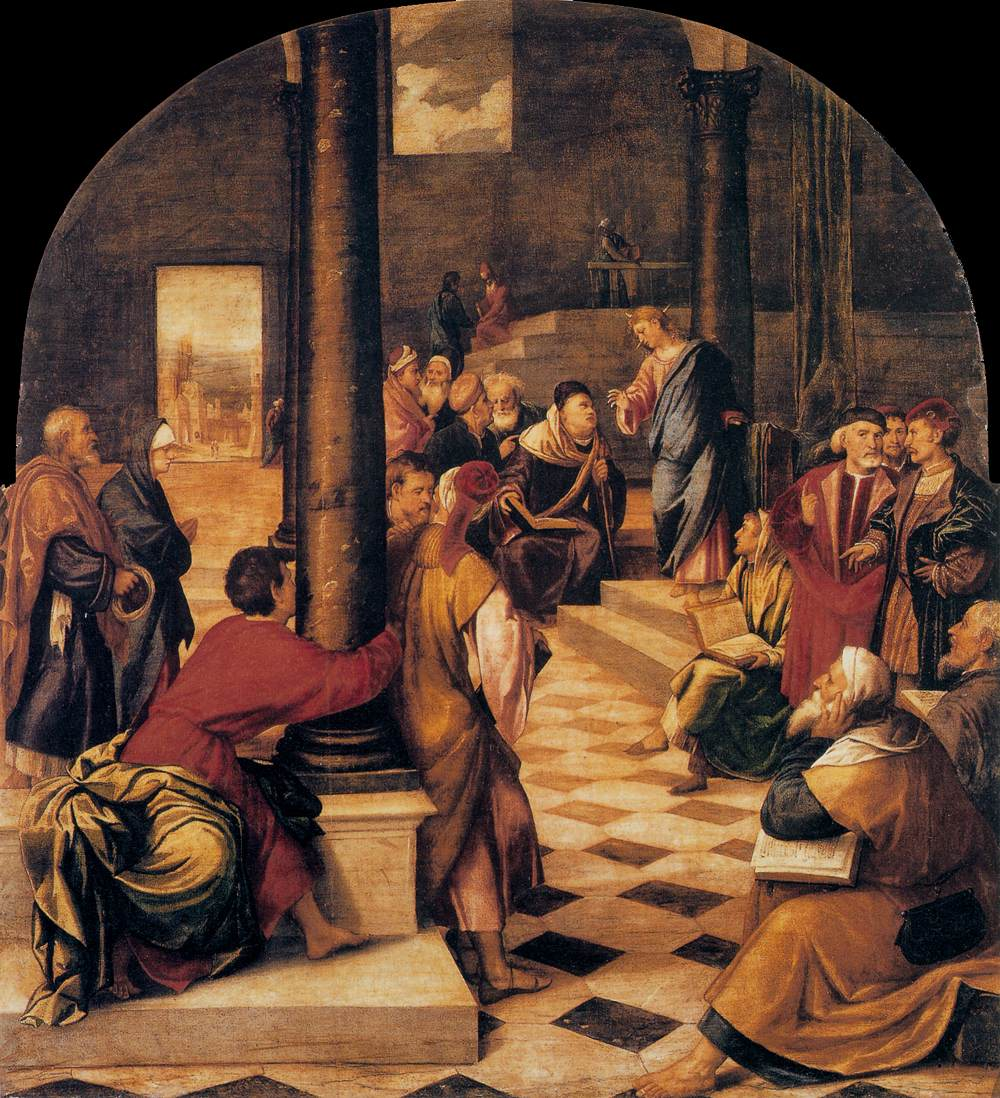
Jésus et les Docteurs, 1544 Palais Pitti, Florence
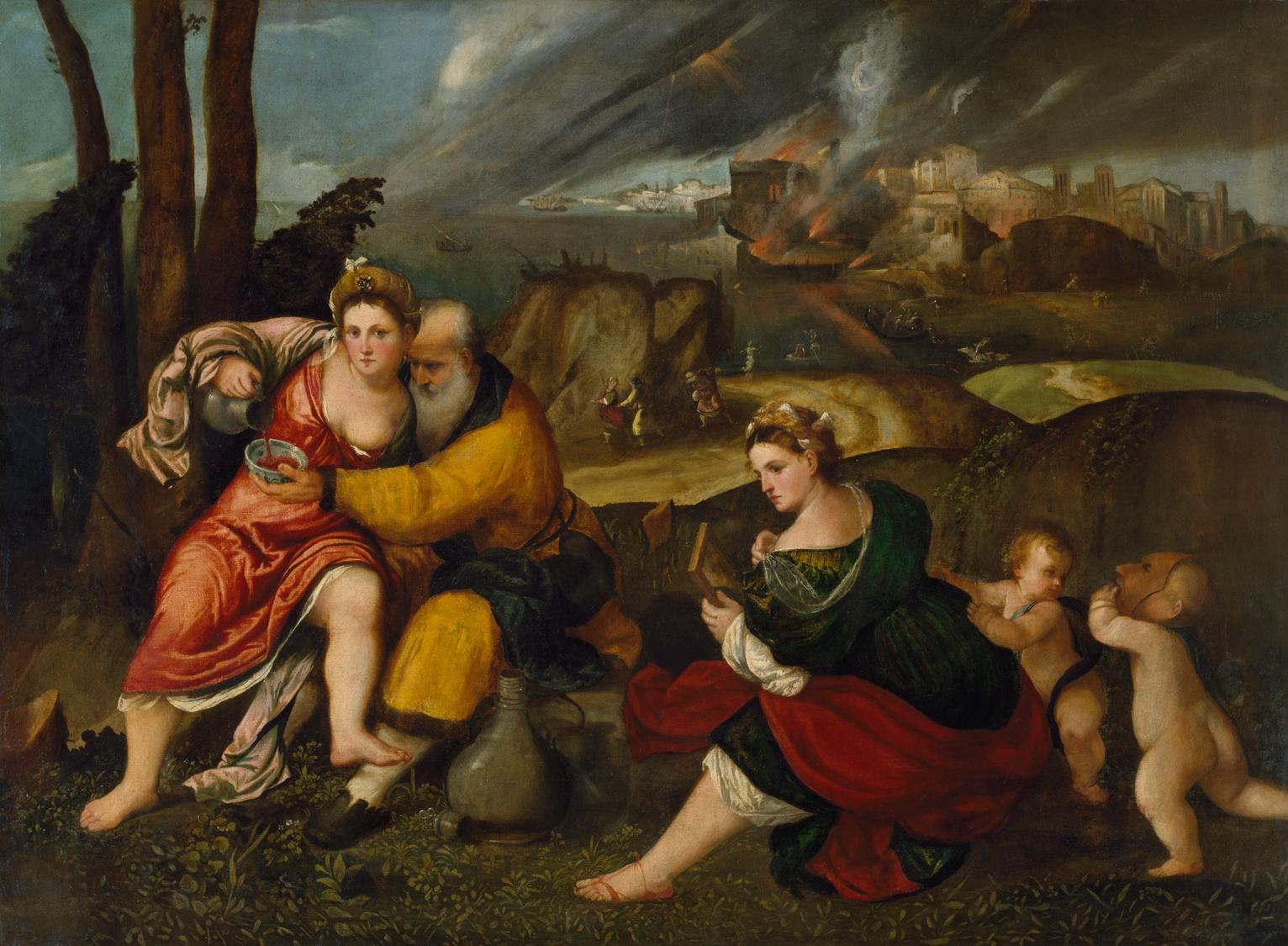
Loth et ses Filles, v. 1545 Chrisler art museum

dates non renseignées
- L'Adoration des mages, Sacristie de la Basilique Santa Maria Gloriosa dei Frari à Venise
- La rein de Shaba chez Salomon,  Sacristie de la Basilique Santa Maria Gloriosa dei Frari à Venise
- Mucius Scaevola devant Porsenna Ca' Rezzonico à Venise
- Conversation sacrée Ca' Rezzonico à Venise
- La Découverte de Moïse, Galerie nationale, Modène.
- Sainte Famille (anciennement attribué à Titien ou à Bordone) Galerie de Palazzo Colonna, Rome.
- Repos pendant la fuite en Égypte (également attribuée à Bordone), Galerie Palatine, Palais Pitti, Florence.
- La Découverte de Moïse (anciennement attribué à Giorgione), Pinacothèque de Brera, Milan.
- Vierge et l'Enfant entourés de saints, Metropolitan Museum of Art.
- Jésus chez Simon le Pharisien, Musées royaux des beaux-arts de Belgique.
- Adoration des mages, 23 × 38 cm, Palazzo Rosso, Gênes[21]
- L’Adoration des mages, huile sur toile, 129 × 210 cm, National Museum in Poznań, Pologne[22]
- le Retour du fils prodigue, Galerie Borghèse, Rome.
- Loth et ses Filles, Norfolk, Virginie, États-Unis
- La Sainte Famille avec Tobie et l'Ange, sainte Dorothée, le petit saint Jean, et le miracle du maïs en arrière-plan, huile sur toile, 114 × 152 cm, Musée national de l'art occidental, Tokyo[23]
- Sainte Famille avec Élisabeth, le petit saint Jean et deux bergers, huile sur panneau, 89 × 133 cm, Los Angeles County Museum of Art[24]
- Sainte Famille avec le petit saint Jean, huile sur toile, 93 × 115 cm, Wawel Castle, Cracovie[25]
- Le Christ et la Femme adultère, huile sur toile, 134 × 171 cm, Musée national de Varsovie[26]
- Œuvre(s) visible(s) dans l’Église dell'Angelo Raffaele de Venise

Dates non renseignées
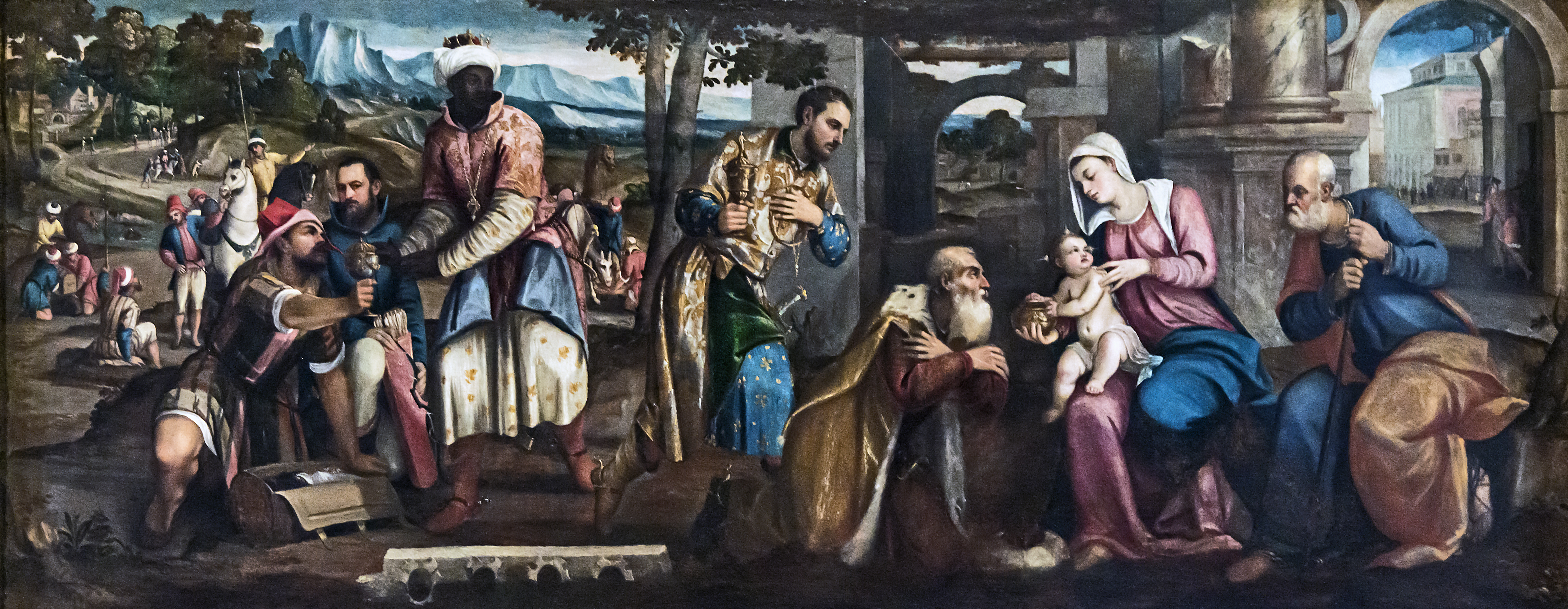
Adoration des mages Basilique Santa Maria Gloriosa dei Frari
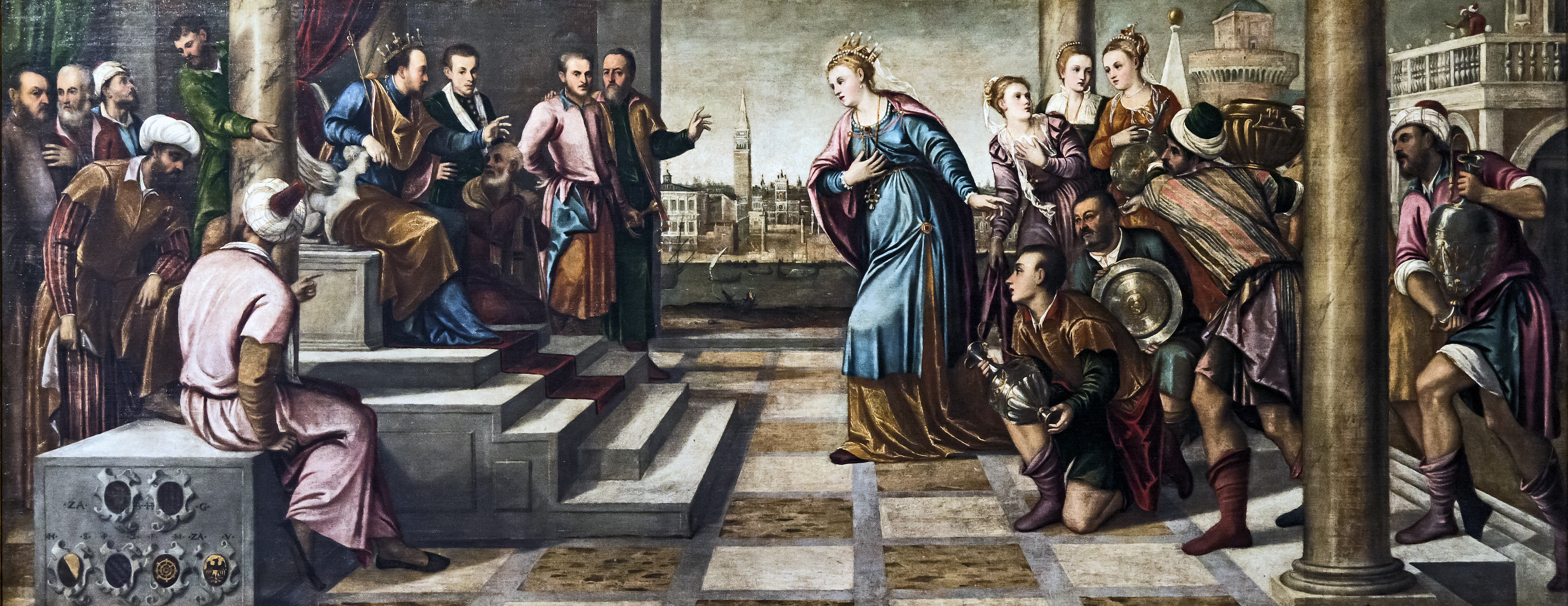
La Reine de Shaba chez Salomon Basilique Santa Maria Gloriosa dei Frari
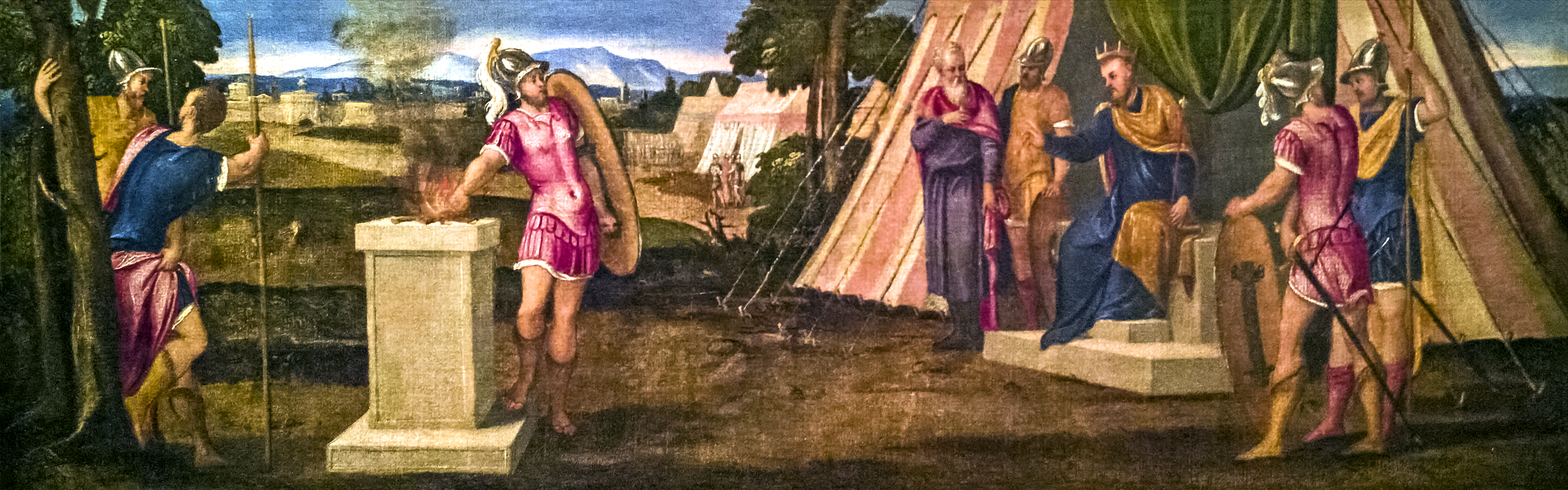
Mucius Scaevola devant Porsenna Ca' Rezzonico
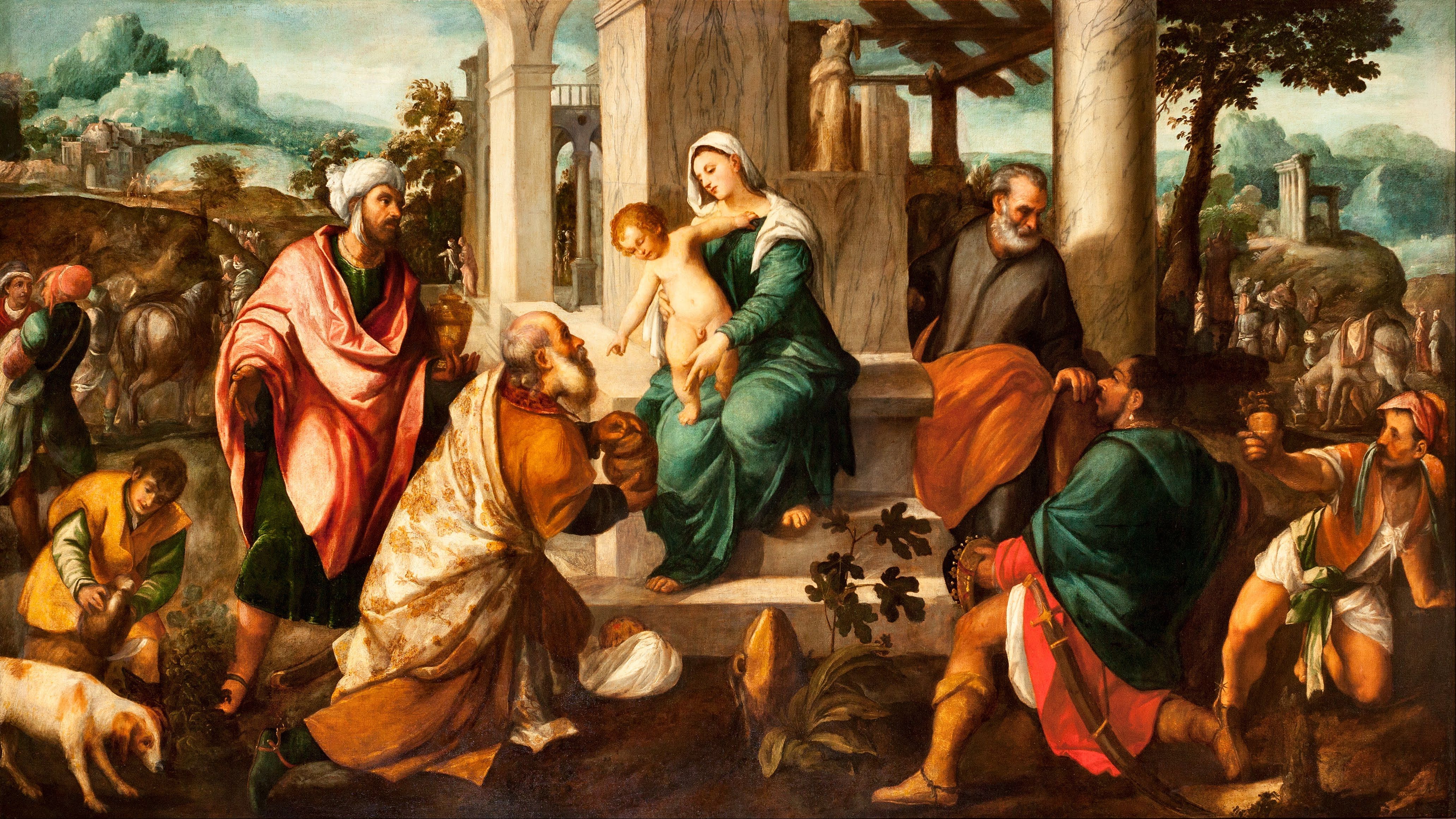
Adoration des mages Palazzo Rosso, Gênes
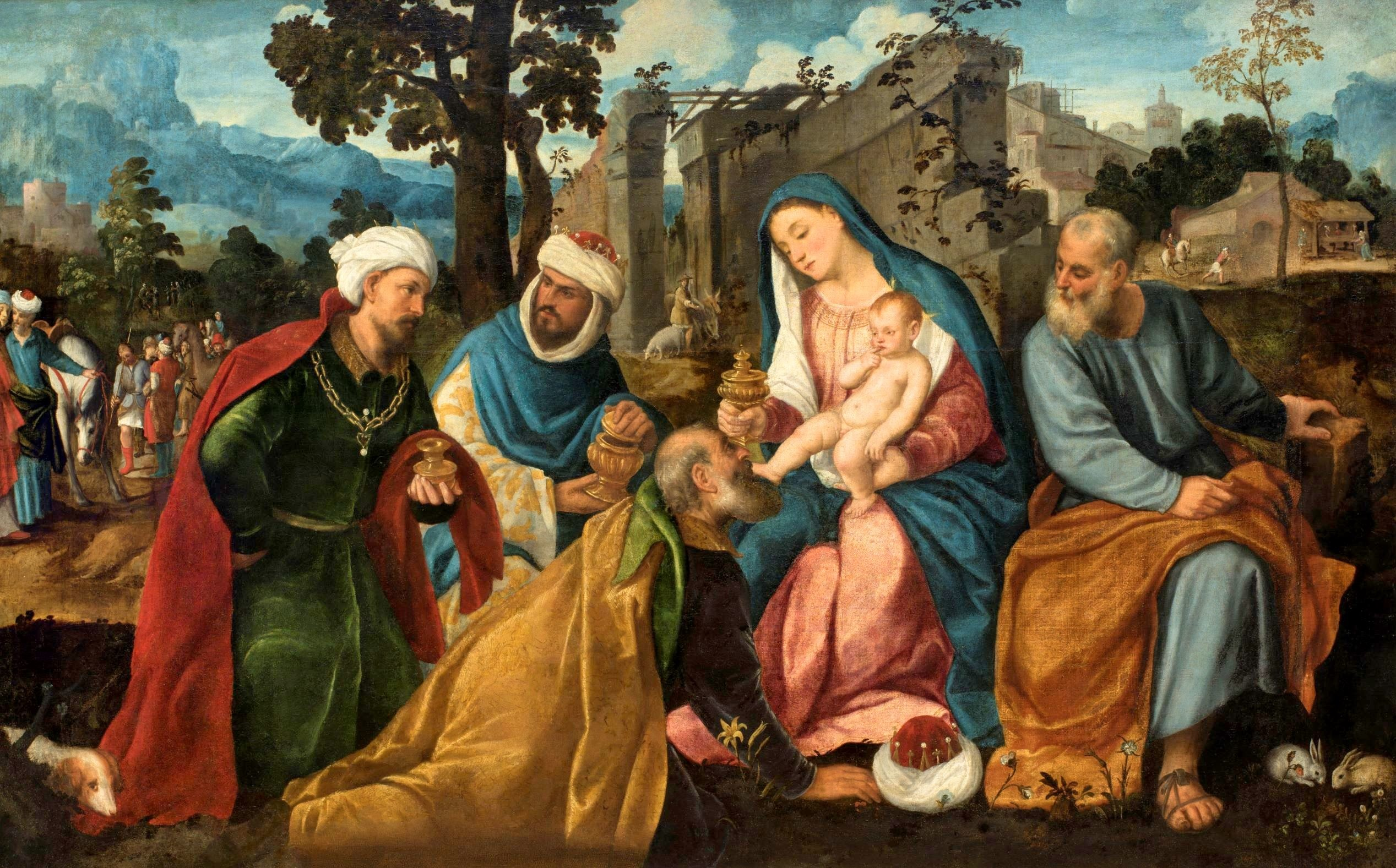
Adoration des mages Musée national, Poznań
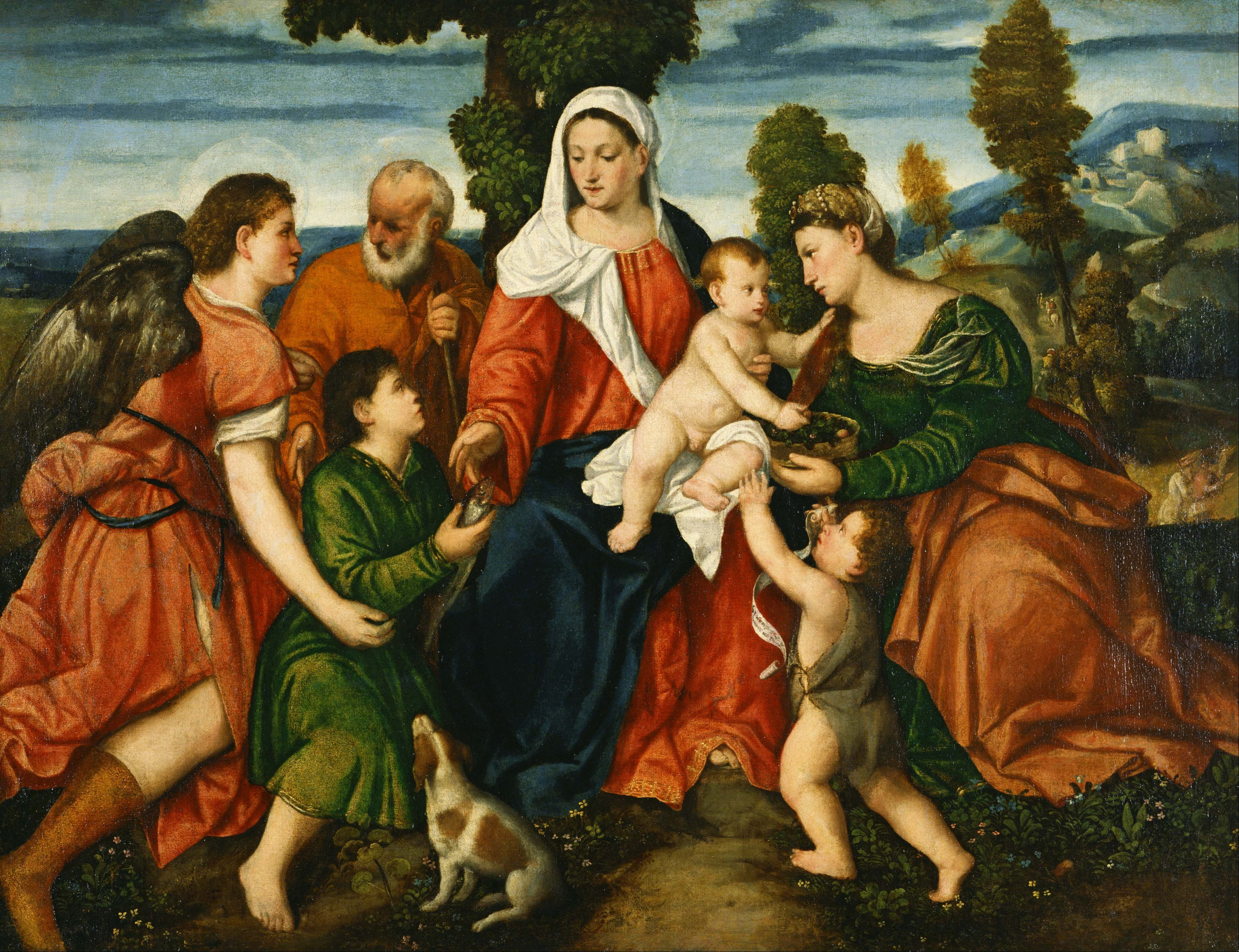
Sainte Famille avec Tobie Art Occidental, Tokyo
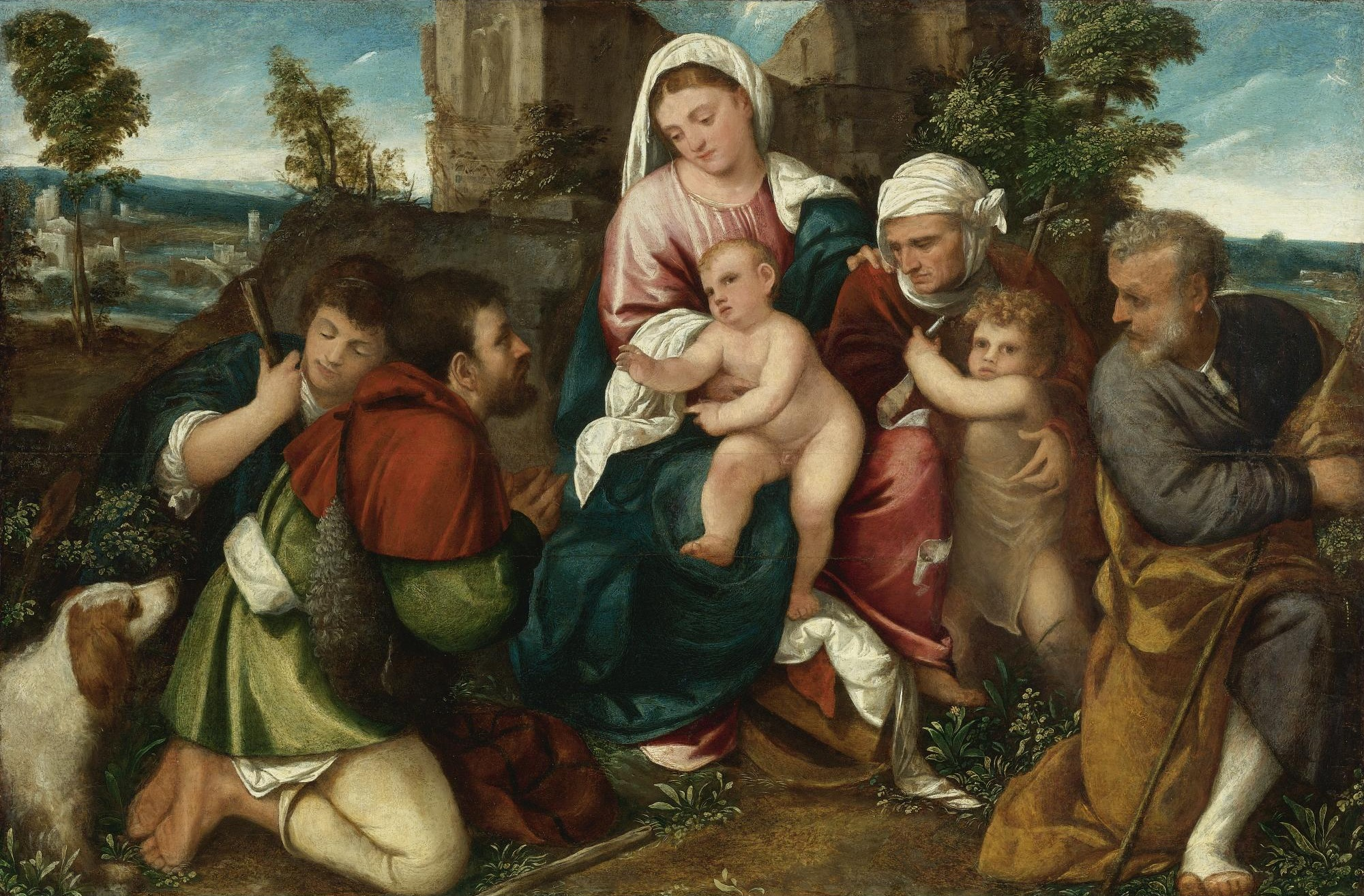
Sainte Famille Musée du Comté, Los Angeles
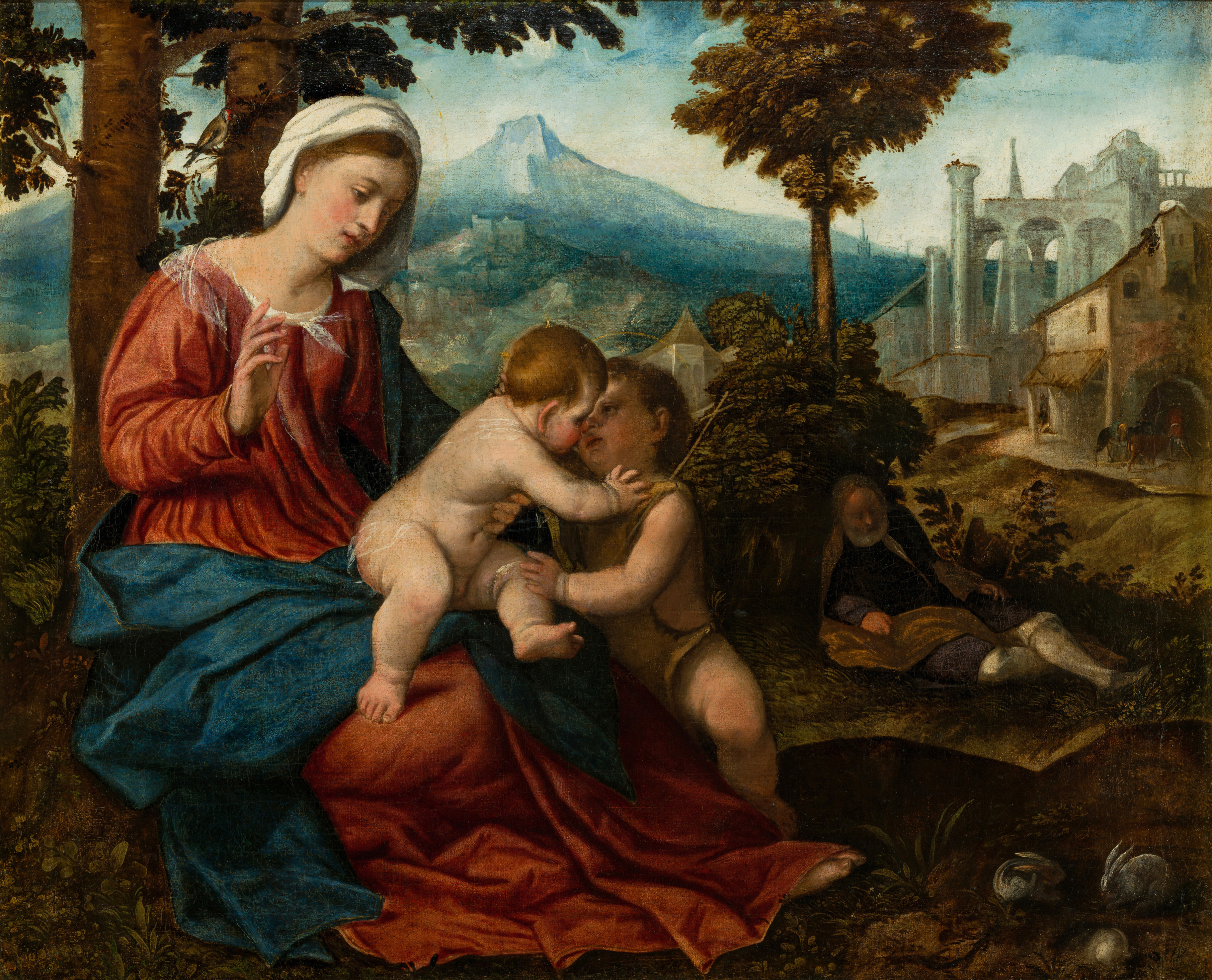
Sainte Famille Wawel Castle, Cracovie
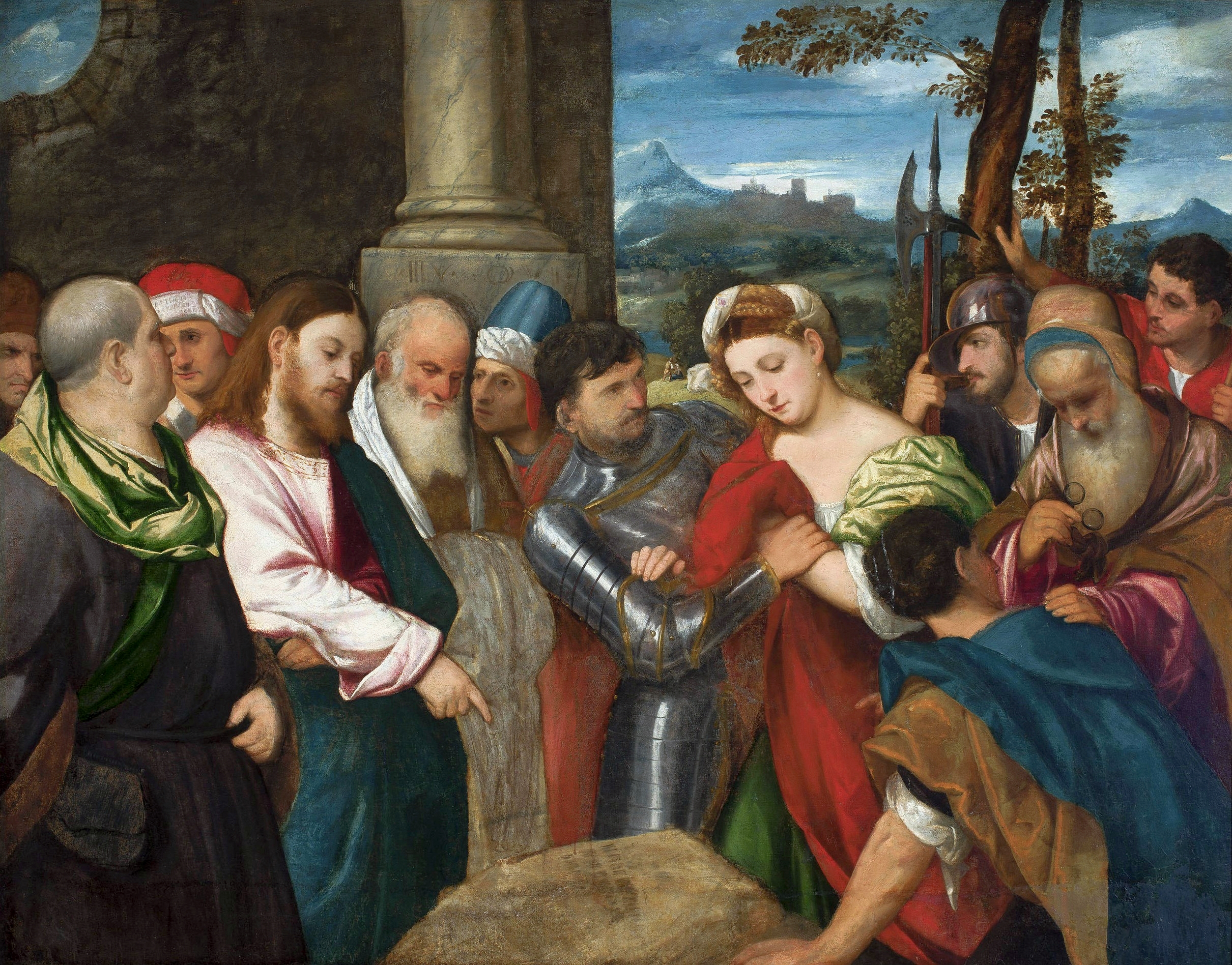
La Femme adultère Musée national, Varsovie

Lieux de conservation non renseignés
- Jésus-Christ donnant un sermon
- Femme tenant deux tablettes
- Sibylle avec l'empereur Auguste (également attribuée à Paris Bordone)
- La Résurrection de Lazare,
- Annonciation
- Adoration des rois, (anciennement attribué à Giorgione)

## Sources
- (en) Cet article est partiellement ou en totalité issu de l’article de Wikipédia en anglais intitulé « Bonifazio Veronese » (voir la liste des auteurs).